# 太郎代駅

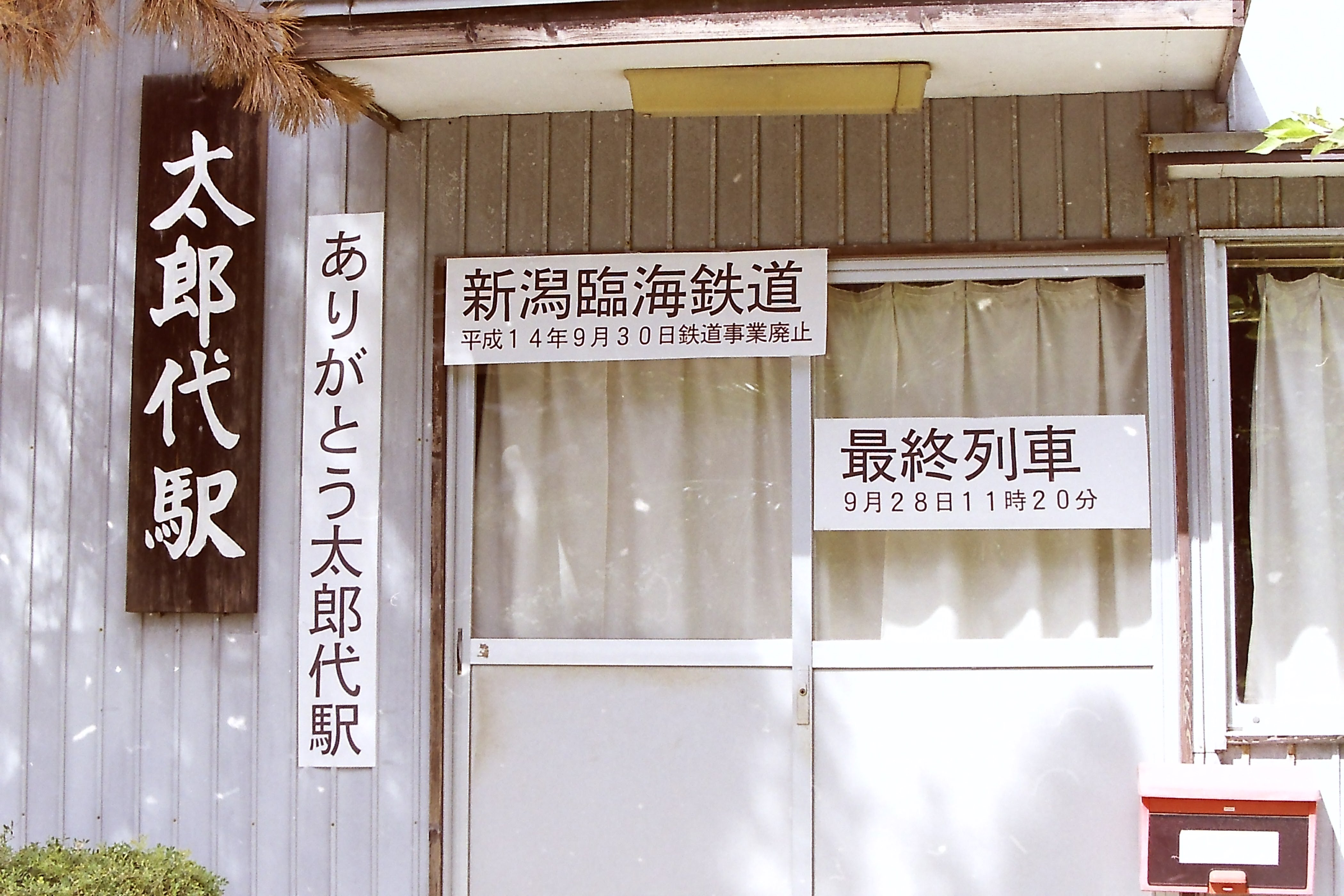
廃止直前の太郎代駅舎

太郎代駅（たろうだいえき）は、かつて新潟県新潟市（現・北区）太郎代にあった新潟臨海鉄道太郎代線の貨物駅（廃駅）である。太郎代線の廃線に伴い、2002年（平成14年）10月1日に廃止された。

## 歴史
- 1972年（昭和47年）3月24日 - 開業。
- 2002年（平成14年）10月1日 - 廃止。

## 駅構造
地上駅。駅周辺のコープケミカル（現・片倉コープアグリ）新潟工場や小野田化学工業新潟工場、全農グリーンリソース新潟支社、三菱ガス化学の専用線が接続していた。
廃止時まで使用されていたのは三菱ガス化学の専用線とコープケミカルの専用線、クラレのアセトン荷役線であった。三菱ガス化学専用線ではメタノールを中条駅や北上駅、秋田港駅に向けて発送していた。クラレのアセトン荷役線では、海外からタンカーで輸入されたアセトンを貨車に積み替えて中条駅に発送していた。コープケミカル専用線では濃硫酸の発送が行われていたほか、1999年以降は毎年9月ごろに限りコンテナを使用した肥料の発送が行われていた。

## 1985年時の常備貨車
- コープケミカル所有
  - タキ57500形（濃硫酸専用）3両
  - タキ11200形（リン酸専用）10両

「昭和60年版私有貨車番号表」『トワイライトゾーンMANUAL13』ネコ・パブリッシング、2004年

## 駅周辺
当駅は新潟港東港区の中央水路西地区にあり、駅の周辺は「新潟東港臨海工業地帯」で多くの工場がある。駅の西側を南北に新潟県道158号島見豊栄線が通っていた。

## 廃止後の現状
当駅跡地は一部が宅地化されているが、その他は新潟県の所有地となっている。2014年（平成26年）4月現在、新潟県がYahoo!オークションの官公庁オークションにて当駅跡地の売却を予定している。

## 隣の駅
新潟臨海鉄道
太郎代線
藤寄駅 - 太郎代駅